# Araneus sogdianus
Araneus sogdianus är en spindelart som beskrevs av Dmitry Evstratievich Kharitonov 1969. Araneus sogdianus ingår i släktet Araneus och familjen hjulspindlar. Inga underarter finns listade i Catalogue of Life.